# Mariem Hassan
Pour les articles homonymes, voir Hassan.
Mariem Hassan (en arabe : مريم منت الحسان) est une chanteuse et parolière sahraouie née en 1958 à Oued Tazua près d'Es-Semara et morte le 22 août 2015 dans les camps de réfugiés sahraouis de Tindouf (Algérie).

## Biographie

### Vie
Mariem Hassan est née en 1958 à 20 km d'Es-Semara au Sahara occidental (alors Sahara espagnol). Elle est la troisième d'une famille nomade de 10 frères et sœurs. Bien qu'elle ne soit pas issu d'une famille de la caste des Igaouen (griots), la musique et la poésie fut importante dans sa famille, notamment chez des proches qui étaient chanteurs, poètes ou danseurs.
En 1975, après la Marche verte et l'arrivée de l'armée royale marocaine, elle s'enfuit avec sa famille, d'abord à Mehaires et enfin elle s'établit dans les camps de réfugiés sahraouis en Algérie pour 27 ans.
En 2002, pour des raisons médicales et professionnelles, elle part vivre en Espagne. D'abord à Barcelone puis à Sabadell, où elle vit avec son mari et ses enfants.

### Carrière
Au début de l'année 1976, elle rejoint le groupe musical El Hafed Shahid Buyema. Après la mort au combat de El-Ouali Moustapha Sayed, elle se tourne vers Shahid El Uali. Elle va voyager dans de nombreux pays, jouant dans les événements culturels. Elle enregistre quelques albums dans différents pays avec l'aide des comités locaux de solidarité. Le plus célèbre de ses albums a été Polisario vencerá, enregistré en Espagne en 1982.
Mariem commence sa carrière en solo avec une poignée de chansons en 1998 (l'année de la dissolution de Shahid El Uali) avec l'album A pesar de las heridas, publié par le label espagnol Nubenegra. Pour les concerts suivants, en Europe, elle est accompagnée par le groupe Leyoad (dans lequel Nayim Alal joue de la guitare). Après le succès de leurs prestations live, ils enregistrent en 2000 un album de collaboration, Mariem Hassan con Leyoad (en 2002).
En 2004 elle contribue à l'album Medej, suivi d'une vaste tournée en Europe (Barcelone, Madrid, Leipzig, Helsinki, Bruxelles, Zurich, Anvers ...). Une semaine avant de quitter la Belgique, on lui diagnostique un cancer du sein. Elle est opérée à son retour en Espagne.
En 2005, son premier véritable album solo est sorti, Deseos. C'est un « album ardent et plein de rythme »[réf. souhaitée]. Il ne révèle pas la tragédie qui s'est passée lors de son enregistrement : la leucémie et la mort de Baba Salama (producteur de l'album et guitariste).
Elle meurt d'un cancer des os le 22 août 2015, à l'âge de 57 ans, dans le camp de réfugiés de Tindouf. Le premier ministre de la République arabe sahraouie démocratique, Abdelkader Taleb Oumar, ainsi que des artistes et des personnalités civiles et militaires, assistent à ses obsèques au cimetière de Tindouf.
En 2022, le Centre Cinématographique Marocain suspend le visa d'exploitation du film du réalisateur Ismaël el Iraki Zanaka contact également distribué sous le nom de Burning Casablanca,, pour avoir utilisé une musique de Meriem Hassan.

## Sujets abordés et lutte artistique
Du fait de son historique familiale et culturelle, de l'exil auquel elle a été poussée par les différents assauts marocains dans le Sahara occidental, Mariem Hassan aborde dans ses chants des thèmes corrélés à cet historique :
- l'exil[8],[9],[10]
- la nostalgie[8],[9],[10]
- l'identité : en abordant les différentes revendication des sahraouis exilés du fait de l'impérialisme marocain[8],[9],[10].
- la maladie : elle sera entre autres victime d'une leucémie, d'un cancer du sein et sera confrontée à la mort de son producteur Baba Salama[8],[9],[10]
- l'amour et le désir[8],[10]

## Discographie

### Albums studio
- 2002 : Mariem Hassan con Leyoad
- 2005 : Deseos
- 2010 : Shouka
- 2012 : EL AAIUN EGDAT
- 2017 : La Voz Indómita

### Contributions
- 1998 : A pesar de las heridas - Cantos de las Mujeres Saharauis
- 2004 : Medej - Cantos antiguos Saharauis
- 2007 : Hugo Westerdahl - Western Sahara
- 2012 : Consert à Espacio Ronda, Madrid, Espagne